# Zwarte wegslak
De zwarte wegslak (Arion hortensis) is een slakkensoort uit de familie van de wegslakken (Arionidae). De wetenschappelijke naam van de soort werd in 1819 gepubliceerd door André Étienne d'Audebert de Férussac.

## Kenmerken
De zwarte wegslak is ongeveer 5 cm lang, maar is meestal veel kleiner. De rug is donkerblauw tot bijna zwart met een lichte bruinachtige tint. De zool is meestal bruinachtig geel, donkergeel tot diep oranje van kleur. Het lichaamsslijm heeft ook een gelige kleur. Bij jonge dieren is het lichaam blauwgrijs met een donkerdere rug. De eerste rij rimpels boven de voetzool is dicht bezaaid met sneeuwwitte pigmentvlekken. lichtgele pigmentvlekken zijn ook aanwezig op de rug. Er zijn twee donkerdere lengtestrepen (staven) op de rug en de mantel, die aan de bovenkant nogal scherp begrensd zijn en aan de onderkant vager zijn. Het rechter verband loopt boven de ademopening. De uitgestrekte donkere tentakels hebben een vage zweem van roodachtig of paars wanneer ze tegen een lichte achtergrond worden bekeken.

### Vergelijkbare soorten
De zwarte wegslak is op basis van uiterlijke kenmerken moeilijk te onderscheiden van de donkere wegslak (A. distinctus). De twee banden op de rug en mantel liggen dichter bij elkaar op de mantel van Arion hortensis dan bij de donkere wegslak. Bovendien zijn deze banden evenwijdig of enigszins divergerend aan de voorkant van de mantel, terwijl ze de neiging hebben om samen te komen in de donkere wegslak.

## Verspreiding
In tegenstelling tot eerdere rapporten lijkt A. hortensis een beperkte verspreiding te hebben in West-Europa (Nederland, België, Frankrijk en het grootste deel van West-Duitsland, Zuid-Duitsland, Noord-Zwitserland). Daarentegen lijkt de donkere wegslak (A. distinctus) een veel grotere verspreiding te hebben, wat grotendeels overeenkomt met de eerdere gegevens voor Arion hortensis agg. In sommige regio's komen beide soorten samen voor. Arion owenii, de derde soort uit het soortencomplex Arion hortensis, is tot nu toe slechts in enkele streken van Engeland aangetroffen. A. hortensis is meer recentelijk geïntroduceerd in veel andere gematigde streken van de wereld, waaronder Nieuw-Zeeland, Noord-Amerika, Zuid-Afrika en Australië. Dit bewijs verwijst echter meestal naar Arion hortensis agg.

## Leefgebied
De soort komt voor in bossen, struiken en gecultiveerde gebieden. In de Alpen komt het voor tot een hoogte van 2000 m boven de zeespiegel.